# SNCASO SO.6100 Requin
Le SNCASO SO.6100 Requin était un projet d’avion de combat à réaction français lancé par la SNCASO. Il devait être propulsé par un réacteur SNECMA ATAR 101 E2.